# Крепостная стена Филиппа Августа
Крепостная стена Филиппа Августа (фр. enceinte de Philippe Auguste) — оборонительная городская стена в средневековом Париже, возведённая по приказу французского короля Филиппа II Августа:
- на правом берегу Сены в 1190—1209 годах;
- на левом берегу в 1200—1215 годах.

Одна из трёх средневековых стен города и одна из семи (как минимум) существовавших в истории французской столицы. Исторический памятник (с 1889).
В 1190 году, перед уходом в крестовый поход, король Филипп II Август распорядился оградить Париж с севера крепостной стеной с башнями и укреплёнными вратами. От реки Сены городская стена начиналась на уровне Луврского замка, поднималась на север до нынешней улицы Этьена Марселя, затем к улицам Рю-Рамбюто (Rue Rambuteau) и Рю-Фран-Буржуа (Rue des Francs-Bourgeois), поворачивала под прямым углом на улицу Севинье (Rue de Sévigné) возле нынешней казармы пожарных и возвращалась к Сене посредине набережной Целестинцев.
В южной части города крепостную стену начали возводить десятилетие спустя после северной. Стена начиналась у Сены напротив Лувра, обнимала нынешний Пантеон и возвращалась к реке в конце бульвара Сен-Жермен. В обеих частях стены, северной и южной, было по шесть ворот и многочисленные башни. Некоторые из башен вошли в историю, как например Нельская и Сен-Бернар на левом берегу и Барбо на правом.

## Сохранившиеся части стены
- На правом берегу, в квартале Марэ часть башни.
- В Марэ, на территории лицея Карла Великого (улица Садов Сен-Поль).
- Квартал Марэ, улица Карла Великого (Шарлемань)
- На левом берегу, на улице Кловиса в IV округе.